# Česko proti soupeřům v play off na MS v ledním hokeji
Následující tabulky obsahují seznam zápasů v play off v jednotlivých ročnících mistrovství světa v ledním hokeji proti Česku.

## Čtvrtfinále
| Datum     | Číslo | Česko | Výsledek | Soupeř    | MS   | Místo           | Branky České republiky                                                                          |
| --------- | ----- | ----- | -------- | --------- | ---- | --------------- | ----------------------------------------------------------------------------------------------- |
| 28.4.1993 | 1     | Česko | 8:1      | Itálie    | 1993 | Mnichov         | 2× Martin Hosták • 2× Petr Hrbek • Kamil Kašťák • Drahomír Kadlec • Petr Rosol • Otakar Janecký |
| 5.5.1994  | 2     | Česko | 2:3      | Kanada    | 1994 | Milán           | Martin Straka • Jiří Kučera                                                                     |
| 3.5.1995  | 3     | Česko | 2:0      | Rusko     | 1995 | Stockholm       | Jiří Kučera • Otakar Vejvoda                                                                    |
| 1.5.1996  | 4     | Česko | 6:1      | Německo   | 1996 | Vídeň           | David Výborný • Robert Reichel • Jiří Dopita • Roman Meluzín • Radek Bonk • Stanislav Neckář    |
| 11.5.2000 | 5     | Česko | 3:1      | Lotyšsko  | 2000 | Petrohrad       | Václav Varaďa • Michal Sýkora • Jiří Dopita                                                     |
| 10.5.2001 | 6     | Česko | 2:0      | Slovensko | 2001 | Hannover        | David Moravec • Jaroslav Hlinka                                                                 |
| 7.5.2002  | 7     | Česko | 1:3      | Rusko     | 2002 | Jönköping       | Jan Hrdina                                                                                      |
| 7.5.2003  | 8     | Česko | 3:0      | Rusko     | 2003 | Turku           | Jan Hlaváč • Milan Hejduk • Jaroslav Hlinka                                                     |
| 5.5.2004  | 9     | Česko | 2:3 SN   | USA       | 2004 | Praha           | Martin Škoula • Jaromír Jágr                                                                    |
| 12.5.2005 | 10    | Česko | 3:2 SN   | USA       | 2005 | Vídeň           | Marek Židlický • Jaroslav Špaček • Martin Ručinský (rozhodující SN)                             |
| 18.5.2006 | 11    | Česko | 4:3 PP   | Rusko     | 2006 | Riga            | Tomáš Kaberle • Jaroslav Hlinka • Patrik Štefan • Zbyněk Irgl                                   |
| 9.5.2007  | 12    | Česko | 0:4      | Rusko     | 2007 | Moskva          | Ne                                                                                              |
| 14.5.2008 | 13    | Česko | 2:3 PP   | Švédsko   | 2008 | Quebec          | Tomáš Rolinek • Radim Vrbata                                                                    |
| 7.5.2009  | 14    | Česko | 1:3      | Švédsko   | 2009 | Bern            | Petr Čajánek                                                                                    |
| 20.5.2010 | 15    | Česko | 2:1 SN   | Finsko    | 2010 | Kolín nad Rýnem | Jakub Klepiš • Jan Marek(rozhodující SN)                                                        |
| 11.5.2011 | 16    | Česko | 4:0      | USA       | 2011 | Bratislava      | 3x Jaromír Jágr • Tomáš Plekanec                                                                |
| 17.5.2012 | 17    | Česko | 4:3      | Švédsko   | 2012 | Stockholm       | Petr Nedvěd • Jiří Novotný • Martin Erat • Milan Michálek                                       |
| 16.5.2013 | 18    | Česko | 1:2      | Švýcarsko | 2013 | Stockholm       | Zdeněk Kutlák                                                                                   |
| 22.5.2014 | 19    | Česko | 4:3      | USA       | 2014 | Minsk           | Tomáš Rolinek • Tomáš Hertl • Roman Červenka • Ondřej Němec                                     |
| 14.5.2015 | 20    | Česko | 5:3      | Finsko    | 2015 | Praha           | 2x Jan Kovář • 2x Jaromír Jágr • Vladimír Sobotka                                               |
| 19.5.2016 | 21    | Česko | 1:2 SN   | USA       | 2016 | Moskva          | Tomáš Zohorna                                                                                   |
| 18.5.2017 | 22    | Česko | 0:3      | Rusko     | 2017 | Paříž           | Ne                                                                                              |
| 17.5.2018 | 23    | Česko | 2:3      | USA       | 2018 | Herning         | Michal Řepík • Martin Nečas                                                                     |
| 23.5.2019 | 24    | Česko | 5:1      | Německo   | 2019 | Bratislava      | 2x Jan Kovář • Jakub Voráček • Dominik Kubalík • Ondřej Palát                                   |
| 3.6.2021  | 25    | Česko | 0:1      | Finsko    | 2021 | Riga            | Ne                                                                                              |
| 26.5.2022 | 26    | Česko | 4:1      | Německo   | 2022 | Helsinky        | David Pastrňák • Roman Červenka • David Krejčí • Jiří Smejkal                                   |
| 25.5.2023 | 27    | Česko | 0:3      | USA       | 2023 | Tampere         | nikdo                                                                                           |
| 23.5.2024 | 28    | Česko | 1:0      | USA       | 2024 | Praha           | Pavel Zacha                                                                                     |
| 22.5.2025 | 29    | Česko | 2:5      | Švédsko   | 2025 | Stockholm       | Roman Červenka • Michael Špaček                                                                 |

## Semifinále
| Datum     | Číslo | Česko | Výsledek | Soupeř    | MS   | Místo       | Branky České republiky                                                                                     |
| --------- | ----- | ----- | -------- | --------- | ---- | ----------- | --- |
| 30.4.1993 | 1     | Česko | 3:4 PP   | Švédsko   | 1993 | Mnichov     | Jiří Doležal • Radek Ťoupal • Drahomír Kadlec                                                              |
| 5.5.1995  | 2     | Česko | 0:3      | Finsko    | 1995 | Stockholm   | Ne |
| 3.5.1996  | 3     | Česko | 5:0      | USA       | 1996 | Vídeň       | 2x Otakar Vejvoda • Martin Procházka • Jiří Kučera • Pavel Patera                                          |
| 12.5.1998 | 4     | Česko | 1:4      | Finsko 1  | 1998 | Curych      | Pavel Patera                                                                                               |
| 14.5.1998 | 5     | Česko | 2:2      | Finsko 2  | 1998 | Curych      | 2x Marián Kacíř                                                                                            |
| 12.5.1999 | 6     | Česko | 1:2      | Kanada 1  | 1999 | Lillehammer | Pavel Kubina                                                                                               |
| 13.5.1999 | 7     | Česko | 6:4      | Kanada 2  | 1999 | Lillehammer | 2x Radek Dvořák • Pavel Kubina • Pavel Patera • Martin Ručinský • David Výborný                            |
| 16.4.2000 | 8     | Česko | 2:1      | Kanada    | 2000 | Petrohrad   | David Výborný • Robert Reichel                                                                             |
| 12.5.2001 | 9     | Česko | 3:2 SN   | Švédsko   | 2001 | Hannover    | Robert Reichel • Viktor Ujčík • Viktor Ujčík (rozhodující SN)                                              |
| 9.5.2003  | 10    | Česko | 4:8      | Kanada    | 2003 | Helsinky    | 2x Robert Reichel • Milan Hejduk • Radek Duda                                                              |
| 14.5.2005 | 11    | Česko | 3:2 PP   | Švédsko   | 2005 | Vídeň       | Petr Čajánek • Martin Straka • Radek Dvořák                                                                |
| 20.5.2006 | 12    | Česko | 3:1      | Finsko    | 2006 | Riga        | Tomáš Plekanec • David Výborný • Jaroslav Hlinka                                                           |
| 22.5.2010 | 13    | Česko | 3:2 SN   | Švédsko   | 2010 | Kolín       | Tomáš Mojžíš • Karel Rachůnek • Jan Marek (rozhodující SN)                                                 |
| 13.5.2011 | 14    | Česko | 2:5      | Švédsko   | 2011 | Bratislava  | 2x Patrik Eliáš                                                                                            |
| 19.5.2012 | 15    | Česko | 1:3      | Slovensko | 2012 | Helsinky    | Michael Frolík                                                                                             |
| 24.5.2014 | 16    | Česko | 0:3      | Finsko    | 2014 | Minsk       | Ne |
| 16.5.2015 | 17    | Česko | 0:2      | Kanada    | 2015 | Praha       | Ne |
| 25.5.2019 | 18    | Česko | 1:5      | Kanada    | 2019 | Bratislava  | Tomáš Zohorna                                                                                              |
| 28.5.2022 | 19    | Česko | 1:6      | Kanada    | 2022 | Tampere     | David Krejčí                                                                                               |
| 25.5.2024 | 20    | Česko | 7:3      | Švédsko   | 2024 | Praha       | Dominik Kubalík • David Kämpf • Ondřej Kaše • Martin Nečas • Dominik Kubalík • Lukáš Sedlák • Lukáš Sedlák |

## o 3. místo
| Datum           | Číslo | Česko | Výsledek | Soupeř    | MS   | Místo      | Branky České republiky                                                        |
| --------------- | ----- | ----- | -------- | --------- | ---- | ---------- | ----------------------------------------------------------------------------- |
| 1. května 1993  | 1     | Česko | 5:1      | Kanada    | 1993 | Mnichov    | 2× Petr Rosol • Jiří Doležal • Tomáš Kapusta • Josef Beránek                  |
| 6. května 1995  | 2     | Česko | 1:4      | Kanada    | 1995 | Stockholm  | Pavel Geffert                                                                 |
| 10. května 1997 | 3     | Česko | 4:3      | Rusko     | 1997 | Helsinky   | Rostislav Vlach • Vladimír Vůjtek • Martin Procházka • Jiří Dopita            |
| 15. dubna 1998  | 4     | Česko | 4:0      | Švýcarsko | 1998 | Curych     | Pavel Patera • Patrik Eliáš • Martin Procházka • Jiří Dopita                  |
| 10. května 2003 | 5     | Česko | 2:4      | Slovensko | 2003 | Helsinky   | Jan Hlaváč • Robert Reichel                                                   |
| 15. května 2011 | 6     | Česko | 7:4      | Rusko     | 2011 | Bratislava | 3× Roman Červenka • 2× Petr Průcha • Jan Marek • Tomáš Plekanec               |
| 20. května 2012 | 7     | Česko | 3:2      | Finsko    | 2012 | Helsinky   | Petr Průcha • Jiří Novotný • David Krejčí                                     |
| 25. května 2014 | 8     | Česko | 0:3      | Švédsko   | 2014 | Minsk      | Ne                                                                            |
| 17. května 2015 | 9     | Česko | 0:3      | USA       | 2015 | Praha      | Ne                                                                            |
| 26. května 2019 | 10    | Česko | 2:3 SN   | Rusko     | 2019 | Bratislava | Michal Řepík • Dominik Kubalík                                                |
| 29. května 2022 | 11    | Česko | 8:4      | USA       | 2022 | Tampere    | 3× David Pastrňák, 2× David Kämpf, Jiří Černoch, Jiří Smejkal, Roman Červenka |

## Finále
| Datum           | Číslo | Česko | Výsledek     | Soupeř    | MS   | Místo       | Branky České republiky                                                         |
| --------------- | ----- | ----- | ------------ | --------- | ---- | ----------- | ------------------------------------------------------------------------------ |
| 5. května 1996  | 1     | Česko | 4:2          | Kanada    | 1996 | Vídeň       | 2× Robert Lang • Martin Procházka • Jiří Kučera                                |
| 16. května 1999 | 2     | Česko | 1:4 a 1:0 pp | Finsko 2  | 1999 | Lillehammer | Jan Hlaváč                                                                     |
| 14. května 2000 | 3     | Česko | 5:3          | Slovensko | 2000 | Petrohrad   | Michal Sýkora • Tomáš Vlasák • Martin Procházka • Jan Tomajko • Robert Reichel |
| 13. května 2001 | 4     | Česko | 3:2 PP       | Finsko    | 2001 | Hannover    | Martin Procházka • Jiří Dopita • David Moravec                                 |
| 15. května 2005 | 5     | Česko | 3:0          | Kanada    | 2005 | Vídeň       | Václav Prospal • Martin Ručinský • Josef Vašíček                               |
| 21. května 2006 | 6     | Česko | 0:4          | Švédsko   | 2006 | Riga        |                                                                                |
| 23. května 2010 | 7     | Česko | 2:1          | Rusko     | 2010 | Kolín       | Jakub Klepiš • Tomáš Rolinek                                                   |
| 26. května 2024 | 8     | Česko | 2:0          | Švýcarsko | 2024 | Praha       | David Pastrňák • David Kämpf                                                   |